# RETURNS 1993.12.30 Complete Edition
RETURNS 完全版 1993.12.30 Tokyo Dome 2Days Live è un Dvd degli X Japan uscito nel febbraio 2008.
Contiene la registrazione del concerto tenuto a Tokyo il 30 dicembre 1993, durante il quale la canzone Art of Life venne eseguita per la prima volta dal vivo.

## Tracce
1. Prologue from World Anthem (se) - 3:17 (Yoshiki - F.Marino)
2. Silent Jealousy - 7:38 (Yoshiki - Yoshiki)
3. Sadistic Desire - 6:34 (Yoshiki - Hide)
4. Standing Sex - 7:52 (Miyukihime Igarashi - Yoshiki)
5. Week End - 6:58 (Yoshiki - Yoshiki)
6. Heath solo - 11:21 (heath)
7. Yoshiki drum solo - 17:02 (Yoshiki)
8. Hideの部屋 - 11:11 (Hide)
9. Yoshiki piano solo - 4:08 (Yoshiki)
10. Art of Life - 39:30 (Yoshiki - Yoshiki)
11. Celebration - 5:57 (Hide - Hide)
12. オルガスム - 22:48 - (Hitomi Shiratori - Yoshiki)
13. Tears - 10:29 (Hitomi Shiratori, Yoshiki - Yoshiki)
14. 紅 - 11:50 (Yoshiki - Yoshiki)
15. X - 14:22 (Hitomi Shiratori - Yoshiki)
16. Endless Rain - 15:01 (Yoshiki - Yoshiki)
17. Say Anything (SE) - 11:40 (Yoshiki - Yoshiki)

## Formazione
- Toshi - voce
- Heath - basso
- Pata - chitarra
- Hide - chitarra
- Yoshiki - batteria & pianoforte